# Ann De Decker
Ann De Decker is een personage uit de Vlaamse soapserie Thuis dat werd gespeeld door Monika Van Lierde. Ann maakte al vanaf het begin van de reeks deel uit van de serie, maar ze was tijdens het midden en het einde van seizoen 3, en de seizoenen 4, 5, 6, en het midden en het einde van seizoen 11 niet te zien. Ze was dus een van de pioniers. In aflevering 4874 van seizoen 26 vertrok ze definitief naar het buitenland en verdween hierdoor uit de serie.

## Anns fictieve leven
Ann is dokter in de dokterspraktijk, samen met haar vader Walter De Decker. Ze wordt voor het eerst verliefd op John De Brabander. Later blijkt hij getrouwd te zijn en ook twee kinderen te hebben. Anns wereld stort in en ze probeert zelfmoord te plegen. Maar gelukkig kunnen Walter en haar moeder Marianne Bastiaens haar net op tijd terug vinden en redden en ze wordt naar het ziekenhuis overgebracht.
Ann lijkt even het geluk gevonden te hebben bij Lou Swertvaeghers, veearts en uitbater van Ter Smissen. Wanneer blijkt dat hij getrouwd is met de schizofrene Véronique maakt ze een einde aan de relatie. Later komt het weer goed.
Véronique kan haar scheiding en de dood van haar dochtertje Cindy niet aanvaarden en maakt Ann en Lou het leven zuur en probeert Lou te vergiftigen. Maar de liefde overwint en ze verhuizen naar Toscane. Ann laat de dokterspraktijk over aan Dré Van Goethem, een vroegere vriend van haar overleden vader. Later loopt de relatie op de klippen en keert ze terug naar België. Ze gaat terug aan de slag in de dokterspraktijk.
Ann begint een relatie met Jean-Pierre De Ruyter. Nadat Marianne erachter komt, is ze teleurgesteld. Jean-Pierre en Ann kunnen geen kinderen krijgen. Jean-Pierre hervalt in zijn drankverslaving en rijdt Jelle Cavens], een vriend van Sam en Sofie Bastiaens, omver. Ook Ann breekt met Jean-Pierre en wanneer Jean-Pierre een groot fortuin van zijn vader erft, vlucht hij voor eeuwig en altijd naar Portugal.
Ann leert Manon kennen. Ze baat een boetiek uit en schrijft modeartikels voor Marianne. Ann ontdekt dat ze lesbisch is en het duurt niet lang voor ze een relatie beginnen. Wanneer Manon naar Milaan wil gaan, wil Ann mee. Ze kan echter niet weg uit de dokterspraktijk door het vertrek van Michael. Ze ziet Manon alleen vertrekken. Als Manon terugkomt, staat hun relatie op een laag pitje. Manon wil voorgoed weg naar New York. Ze gaat mee en Geert neemt haar plaats in. Maar plots stopt de relatie en staat ze terug ten huize Bastiaens.
Ze vindt een nieuwe liefde in Sandrine Verbeelen, de kersverse binnenhuisarchitecte van "Marie Design". Later blijkt dat Geert de vader is van Sandrine. Hij is aanvankelijk blij om de hereniging met zijn dochter, maar als hij hoort van haar lesbische relatie vlucht hij weg.
Sandrine wordt plotseling getroffen door een hersenbloeding en sterft op tragische wijze na een tweede bloeding. Deze trieste gebeurtenis brengt de hele familie weer dichter bij elkaar. Ann moet noodgedwongen haar kinderwens opbergen, en ze stort zich op een nieuw project: "Fit & Fun". Ze wordt eigenaar van de "Fit & Fun" die ze later verkoopt aan een keten. Later wil ze werk maken van haar kinderwens. Niet veel later blijkt ze onvruchtbaar te zijn. Ze adopteert dan maar de dochter van Peggy Verbeeck: Sandrine. Maar de biologische vader van Sandrine blijkt uiteindelijk Anns broer Tom te zijn...
Later wordt Ann terug verliefd, dit keer op Barbara Vinck, de secretaresse van Peter Vlerick. Maar deze relatie loopt eveneens op de klippen nadat de ex-vriendin van Barbara, Gaëlle, terug opdaagt. Barbara besluit wat tijd te nemen om na te denken en maakt het uit met Ann.
Ondertussen vecht Anns broer Tom, die zijn relatie met Peggy weer heeft aangeknoopt, de adoptie van Sandrine aan via derdenverzet. Nadat hij reeds het bezoekrecht voor Sandrine heeft verkregen in kort geding vreest Ann dat ze Sandrine definitief zal moeten afstaan. Buiten alle verwachtingen om wil notaris Vlerick, de beste vriend van Tom, echter getuigen tegen Tom & Peggy. Hij is namelijk de enige die kan bevestigen dat Tom reeds voor de adoptiepapieren door Peggy werden getekend op de hoogte was van zijn vaderschap en hij hierdoor de adoptie niet kan aanvechten via derdenverzet. In de rechtbank krijgt Ann het zwaar te verduren wanneer haar broer, die advocaat is, allerlei leugens vertelt in zijn pleidooi. Het openbaar ministerie is van mening dat één getuige niet doorslaggevend is, maar uiteindelijk oordeelt de rechter dat Ann Sandrine niet moet afstaan. De opluchting is groot in het kamp Ann - Marianne. Desondanks beslist Ann, louter uit goodwill, dat Peggy Sandrine regelmatig mag zien. Dit gaat lange tijd goed tot wanneer Sandrine in aanraking komt met cocaïne die in Zus & Zo werden verstopt door een bende. Hierdoor beslist Ann dat Peggy Sandrine niet meer langer mag zien.
Ann is razend wanneer Marianne en Tom Robin voor zich willen winnen. Ondertussen loopt ze Mayra Magiels, de nieuwe taxichauffeuse tegen het lijf. Het klikt onmiddellijk en de twee worden een koppel. Marianne tracht er alles aan te doen zodat Ann en Mayra niet apart gaan wonen. Ze wint dit nadat ze de bovenverdieping heeft laten herinrichten en een leegstaande kamer heeft omgevormd tot juwelenatelier voor Mayra.
Ann verneemt dat Marianne een geheime relatie heeft met David Magiels, de vader van Mayra. Om de vrede te bewaren, verzwijgt ze dit voor Geert. Nadat Geert lucht krijgt over de affaire, wil hij enkel nog met Ann werken op professioneel gebied net omdat ze dit heeft verzwegen.
Mayra en haar man Guy De Herdt ontbinden hun huwelijk, maar Guy kan dit niet verdragen. Hij tracht Mayra terug voor hem te winnen. Wanneer hij eindelijk beseft dat Mayra niets meer voor hem voelt, slaan zijn stoppen door. Zo steelt hij de dokterstas van Ann, slaat de autoruit van Ann's wagen aan diggelen, steekt de banden van Mayra's taxi stuk, ... Uiteindelijk gijzelt hij Mayra, Ann, Sandrine, Marianne, Femke en Tim. Hij wordt overmeesterd door Tim en daarna weggevoerd door de politie. Dit is voor Peggy de ideale kans om het bezoekrecht terug te krijgen omdat ze kan aantonen dat het huis van Marianne ook niet veilig is omdat iedereen er ongecontroleerd kan binnenstappen. Uiteindelijk mag Peggy Sandrine terug zien maar dit enkel ten huize Bastiaens en onder toezicht van Ann.
Ann is eveneens dokter in het rusthuis 'Winterlicht', waar ze onder andere patiënte Madeleine Vercauteren verzorgt. Madeleine is suikerziek en Ann merkt dat Madeleine haar spuit met insuline nog niet gekregen heeft. Ann geeft de insuline, maar door een onverwacht telefoontje van Mayra noteert Ann dat niet op de fiche. Even later komt Katrien ook insuline toedienen bij Madeleine. 's Nachts zakt Madeleine weg in een coma en 's anderendaags sterft ze aan een overdosis. Wanneer Ann dit verneemt voelt ze zich erg schuldig omdat ook zij een dosis insuline toediende en ook verantwoordelijk is voor haar dood. Haar moeder en broer raden haar aan om te zwijgen, omdat haar hele carrière op de helling komt te staan indien ze zou toegeven. Haar vriendin Mayra raadt haar echter aan om de waarheid op te biechten, omdat ook de carrière van Katrien ervan afhangt. Het schuldgevoel tegenover Katrien blijft groeien en wanneer de politie het testament van Madeleine in handen krijgt, lijkt Katrien de enige schuldige. Madeleine liet immers al haar bezittingen aan Katrien na. Ann voelt zich - omwille van Katrien - genoodzaakt om de waarheid te vertellen.
Ann komt voor de orde der geneesheren terecht, waar ze voor drie maanden geschorst wordt als dokter voor haar aandeel in de dood van Madeleine. Ann kan deze sanctie moeilijk verkroppen. Ze wordt door Femke De Grote gehaald omdat Yvette De Schrijver onwel geworden is. Yvette wil echter niet dat Ann haar behandelt. Wanneer Judith ten slotte verschijnt en Ann wegstuurt krijgt ze en crisis waardoor ze Judith en Geert de volle laag geeft. Uiteindelijk gaat het van kwaad naar erger met Ann. Daarbovenop moet ze ook nog eens haar moeder van de drank houden en Peggy Verbeeck en Peter Vlerick steunen bij hun adoptie. Wanneer ze terug mag beginnen te werken herstelt ze al snel. Zij, Mayra en Sandrine worden terug gelukkig. Zo gelukkig dat Mayra een bijzondere gedachte in haar hoofd krijgt, Ze wil zelf een kind krijgen. Ann reageert eerst negatief, vanwege haar negatieve hiermee, ze wil de wens van Mayra niet tegenhouden en stemt toch in. Ze vragen Tom om donor te zijn, deze weigert tot ontgoocheling van Ann, Mayra en Marianne. Een anonieme donor wordt hun geweigerd vanwege Mayra's ouderdom. De dames geven niet op, ze hebben hun zinnen gezet op Kurt Van Damme, een zakenrelatie van Mayra. Hij moet hun donor worden. Kurt stemt in onder voorwaarden dat hij anoniem blijft. Wanneer zijn identiteit uitlekt, nadat Marianne haar mond voorbij praat, ziet Kurt af van het donorschap. Ann en Mayra zijn razend, ze willen Marianne het huis uit. Beide partijen schakelen een advocaat in, Marianne vraagt raad aan Peter en Mayra schakelt Ivo Courtois (mede om Marianne een hak te zetten) in. Een bemiddelingspoging ontaardt in een luide ruzie, waarna Ann en Mayra naar het gerecht stappen. Uiteindelijk mogen Mayra en Ann in hun huis blijven en Marianne en Geert gaan tijdelijk in het appartement van Tom wonen.
Marianne spant een tweede proces aan en wint dat ook door Tom en Nancy. Daardoor mag Marianne terug in haar oude huis gaan wonen. Ondertussen zoeken Ann en Mayra een nieuw huis en doen een bod. Marianne neemt de telefoon op en zegt geen hoger bod te willen doen. Ann komt dit te weten en samen met Mayra besluiten ze te vertrekken naar Kaapverdië en de dokterspraktijk op te doeken. Uiteindelijk komen ze op deze plannen terug. Nadat Mayra's leugens en bedrog zijn uitgekomen, breekt ze met Mayra (voorgoed deze keer) en krijgt ze een relatie met Tania. Tania blijft haar steunen tijdens de dood van Sandrine uiteindelijk komt Ann dit teboven.
Een jaar lang gaat alles goed tot dat blijkt dat Tania een geheim heeft. Ze werd als 15-jarige verkracht een kreeg daardoor een zoon: Xander Tibergyn. Ann vermoedt dat Tom de mogelijke dader aangezien hij destijds goed bevriend was en een nogal losbandige levensstijl had. Ze laat uiteindelijk een DNA-onderzoek uitvoeren met het DNA van haar en Xander en daaruit blijkt dat beiden verwant. Tom beweert echter onschuldig te zijn en laat zelf ook een DNA-test doen om dat te bewijzen. Daaruit blijkt dat hij niet de vader van Xander is maar dat hij net als Ann wel nauw aan hem verwant is. Ann en Tom vermoeden bijgevolg dat hun vader, Walter, zich destijds aan Tania heeft vergrepen. Ze contacteren hun moeder in de hoop dat zij hen meer kan vertellen en die bevestigt inderdaad het verhaal. Beiden hebben het er erg moeilijk mee. 
Wat later verneemt ook Xander de waarheid. Hij confronteert zijn moeder hiermee in de dokterswoning. Het komt tot een schermutseling tussen de twee maar Tania weet zich bevrijden en loopt naar buiten. Xander loopt haar echter na en valt haar op straat opnieuw aan. Ann had het rumoer echter opgemerkt en ging de twee achterna. Ze doodde Xander uiteindelijk met een schop om het leven van Tania te redden. Aangezien het om wettige zelfverdediging ging werd Ann niet vervolgd voor een misdaad. Ze beslist hierop en na alles wat er gebeurd is echter om definitief te vertrekken naar het buitenland.